# Addie Joss
Adrian Joss (Woodland, Wisconsin, 12 de abril de 1880-Toledo, Ohio, 14 de abril de 1911), más conocido como Addie Joss, fue un jugador profesional estadounidense de béisbol que se desempeñó en la posición de lanzador en las Grandes Ligas de Béisbol (MLB). Es miembro del Salón de la Fama del Béisbol.

## Carrera
Joss jugó como profesional nueve temporadas en Cleveland Guardians (1902-1910); en 1911, aún era parte del equipo, cuando la meningitis tuberculosa que padecía acabó con su vida.

## Reconocimiento
En 1978, ingresó como miembro al Salón de la Fama del Béisbol.